# Správní obvod obce s rozšířenou působností Rychnov nad Kněžnou
Správní obvod obce s rozšířenou působností Rychnov nad Kněžnou je od 1. ledna 2003 jedním ze tří správních obvodů rozšířené působnosti obcí v okrese Rychnov nad Kněžnou v Královéhradeckém kraji. Čítá 32 obcí.
Města Rychnov nad Kněžnou, Rokytnice v Orlických horách a Vamberk jsou obcemi s pověřeným obecním úřadem.

## Seznam obcí
Poznámka: Města jsou vyznačena tučně.
- Bartošovice v Orlických horách
- Bílý Újezd
- Byzhradec
- Černíkovice
- Jahodov
- Javornice
- Kvasiny
- Lhoty u Potštejna
- Libel
- Liberk
- Lično
- Lukavice
- Lupenice
- Orlické Záhoří
- Osečnice
- Pěčín
- Polom
- Potštejn
- Proruby
- Rokytnice v Orlických horách
- Rybná nad Zdobnicí
- Rychnov nad Kněžnou
- Říčky v Orlických horách
- Skuhrov nad Bělou
- Slatina nad Zdobnicí
- Solnice
- Synkov-Slemeno
- Třebešov
- Vamberk
- Voděrady
- Záměl
- Zdobnice

## Obyvatelstvo
| Rok  | Obyv.  | ± %    |
| ---- | ------ | ------ |
| 1869 | 50 122 | —      |
| 1880 | 50 738 | +1,2 % |
| 1890 | 50 627 | −0,2 % |
| 1900 | 49 002 | −3,2 % |
| 1910 | 48 349 | −1,3 % |

| Rok  | Obyv.  | ± %    |
| ---- | ------ | ------ |
| 1921 | 44 350 | −8,3 % |
| 1930 | 42 405 | −4,4 % |
| 1950 | 30 551 | −28 %  |
| 1961 | 31 354 | +2,6 % |
| 1970 | 31 326 | −0,1 % |

| Rok  | Obyv.  | ± %    |
| ---- | ------ | ------ |
| 1980 | 32 993 | +5,3 % |
| 1991 | 33 442 | +1,4 % |
| 2001 | 34 009 | +1,7 % |
| 2011 | 33 242 | −2,3 % |
| 2021 | 33 310 | +0,2 % |